# Corrupção em Cabo Verde
A incidência de corrupção em Cabo Verde é relativamente baixa. Enquanto esse problema é endêmico e disseminado em outras partes da África, a ex-colônia portuguesa é geralmente vista como uma exceção. Isso é atribuído ao rigoroso quadro legal que inclui leis, regulamentos e penalidades para prevenir e mitigar a corrupção. A Transparency International citou Cabo Verde juntamente com Botswana, Seicheles, Ruanda e Namíbia como exemplos positivos de países africanos com ações eficazes contra a corrupção.

## Quadro legal
Cabo Verde tem sido uma democracia representativa estável desde a década de 1990, após a adoção de um sistema político multipartidário. O quadro legal que penaliza a corrupção tem uma forte influência portuguesa. Esse sistema jurídico também é semelhante às variantes europeias do sistema legal continental. Leis específicas que punem a corrupção incluem o Código Penal do país, que criminaliza o suborno, a apropriação indébita e outras formas de corrupção.
Cabo Verde também faz parte de várias convenções internacionais contra a corrupção, como a Convenção das Nações Unidas contra a Corrupção (UNCAC). Seus compromissos com esses tratados resultaram em leis e políticas robustas que enfrentaram com sucesso a corrupção. As principais instituições encarregadas de prevenir e combater a corrupção incluem o Ministério da Justiça, a Unidade de Inteligência Financeira, o Tribunal de Contas e a Inspeção-Geral das Finanças.

## Medidas anticorrupção
Cabo Verde é conhecido por sua iniciativa de “promoção aberta da transparência institucional”, que faz parte de um esforço maior de governo aberto instituído pelo presidente Jorge Fonseca. Os principais componentes dessa política incluem Iniciativas de Dados abertos, que envolvem o estabelecimento de uma plataforma de dados abertos que fornece aos cidadãos acesso às informações mantidas pelo governo. Isso inclui orçamento, compras públicas e outras informações sobre processos governamentais. A transparência aprimorada não apenas permite a compreensão de como os fundos públicos são gastos, mas também promove a prestação de contas.
Embora nenhuma estratégia nacional específica para a prevenção da corrupção tenha sido instituída, existem várias agências estatais e instrumentos que podem implementar políticas gerais que incluem componentes relacionados à prevenção da corrupção e à garantia de boa governança. Um exemplo é a Comissão Nacional de Luta Contra a Corrupção (CNLC), que tem o mandato de facilitar e implementar medidas anticorrupção. Esse órgão trabalha com outras agências estatais, ONGs e parceiros internacionais com o objetivo de fortalecer o quadro anticorrupção de Cabo Verde.
Em 2007, a Transparency International identificou Cabo Verde entre os dez países africanos com os menores níveis de corrupção na região. O país manteve essa distinção nos anos seguintes. Em 2013, o presidente dos Estados Unidos, Barack Obama, descreveu Cabo Verde como uma história de sucesso, citando o desenvolvimento do país impulsionado pela boa governança e gestão.

## Desafios
Apesar dos avanços nos esforços anticorrupção, Cabo Verde ainda enfrenta casos de corrupção, como suborno e nepotismo em nível municipal. Essas práticas envolvem alegações de clientelismo e corrupção em projetos de infraestrutura, bem como em outros processos de gastos públicos e aquisições. Para enfrentar esse problema, Cabo Verde revisou o Código Penal para estender o prazo de prescrição, cobrindo crimes relacionados à corrupção e tráfico de influência. O governo também criou o Conselho de Corrupção em 2019, encarregado de identificar áreas da economia em risco de corrupção e avaliar a eficácia das medidas anticorrupção vigentes.